# Pontirolo Nuovo
Pontirolo Nuovo é uma comuna italiana da região da Lombardia, província de Bérgamo, com cerca de 4.232 habitantes. Estende-se por uma área de 10 km², tendo uma densidade populacional de 423 hab/km². Faz fronteira com Arcene, Boltiere, Brembate, Canonica d'Adda, Ciserano, Fara Gera d'Adda, Treviglio.

## Demografia
| Variação demográfica do município entre 1861 e 2011                               |
|                                                                                   |
| Fonte: Istituto Nazionale di Statistica (ISTAT) - Elaboração gráfica da Wikipedia |